# Pseudocarum
Pseudocarum es un género de plantas  pertenecientes a la familia Apiaceae. Comprende 3 especies descritas y de estas, solo 2 aceptadas.

## Taxonomía
El género fue descrito por C.Norman y publicado en Journal of Botany, British and Foreign 62: 333. 1924. La especie tipo es: Pseudocarum clematidifolium C. Norman = Pseudocarum eminii (Engl.) H. Wolff	

## Especies
A continuación se brinda un listado de las especies del género Pseudocarum aceptadas hasta septiembre de 2012, ordenadas alfabéticamente. Para cada una se indica el nombre binomial seguido del autor, abreviado según las convenciones y usos.
- Pseudocarum eminii (Engl.) H. Wolff
- Pseudocarum laxiflorum (Baker) B.-E. van Wyk